# Semiothisa dominicata
Semiothisa dominicata är en fjärilsart som beskrevs av Felder 1874. Semiothisa dominicata ingår i släktet Semiothisa och familjen mätare. Inga underarter finns listade i Catalogue of Life.